# Norbert Hüsson
Norbert Hüsson (* 15. August 1956) ist ein mittelständischer Unternehmer aus Düsseldorf und gilt als Vater des „Meister-BAföG“ (AFBG).

## Leben
Norbert Hüsson wuchs als Sohn von Hermann und Gisela Hüsson auf. Nach seiner Ausbildung zum Maler und Lackierer stieg er 1975 in den elterlichen Betrieb ein. Mit seiner Meisterprüfung 1979 wurde er Geschäftsführender Gesellschafter des Unternehmens, das heute als „Hüsson Farbe Gestaltung Bautenschutz GmbH“ in Düsseldorf geführt wird. 1984 erhielt er den Abschluss als staatlich geprüfter Betriebswirt.
Norbert Hüsson ist seit 1988 mit Andrea Hüsson verheiratet; die beiden haben zwei Kinder und leben in Düsseldorf.

## Ehrenämter und Engagement
Hüsson ist seit seinen ersten Jahren als Geschäftsführender Gesellschafter im Unternehmen seines Vaters in Organisationen und Vereinigungen des Handwerks engagiert. Zwischen 1986 und 1994 war er Bundesvorsitzender der Handwerksjunioren. Heute ist er Mitglied der Vollversammlung der Handwerkskammer Düsseldorf.
Seit 1994 engagiert sich Hüsson beim Institut für angewandte Innovationsforschung der Ruhr-Universität Bochum als Mitglied im Kuratorium. Hüsson ist zudem Mitglied im Vorstand der Gesellschaft des Fördervereins der Kunstakademie Düsseldorf.

### Soziales Engagement
Zu seinen ehrenamtlichen Engagements gehören darüber hinaus der Vorsitz im Vorstand der Bundesstiftung Kinderhospiz und der Vorsitz des Fördervereins Kinder- und Jugendhospiz Düsseldorf e. V., der sich für das Kinder- und Jugendhospiz Regenbogenland in Düsseldorf einsetzt. Den Vorsitz übernahm Hüsson 2007, nachdem sich der Verein von seiner Vorgängerin wegen gerichtlicher Auseinandersetzungen getrennt hatte. Nach diesem Wechsel setzte Hüsson eine neue Satzung und die Trennung von Kinderhospiz und Förderverein durch.  Für das Regenbogenland konnte Hüsson immer wieder prominente Botschafter gewinnen, wie beispielsweise  Peter Maffay, Sandy Mölling oder Christian Lindner. Im Juli 2017 wurde das Kinder- und Jugendhospiz durch ein weiteres Gebäude ergänzt. Es kostete 7,5 Millionen Euro und wurde durch Spenden finanziert. Hüsson ist darüber hinaus Vorsitzender des Vorstandes der Stiftung Regenbogenland und engagiert sich in weiteren Stiftungen. So ist er im Vorstand sowohl der Taglauer Stiftung als auch der Christa und Hubert Schleicher Stiftung. Verantwortung übernimmt er auch in der Gothaer Stiftung, als stellvertretender Vorsitzender des Kuratoriums.

### Politisches Engagement
Hüsson ist seit 1975 in der CDU Düsseldorf engagiert. Er war viele Jahre Vorsitzender der Mittelstands- und Wirtschaftsunion (MIT) des Bezirks Bergisches Land und des Kreisverbandes Düsseldorf und setzt sich für die Interessen des Mittelstandes ein.
2008 sprach er sich gegen eine zu hohe Erbschaftsteuer-Belastung bei kleineren Unternehmen aus und setzt sich seitdem für den Stellenwert der beruflichen Bildung in der Gesellschaft ein.
Hüsson gilt als der Vater des Meister-BAföG (AFBG). 1996 brachte er den Begriff als Vorsitzender des Verbandes Handwerksjunioren erstmals zur Sprache und forderte ein entsprechendes Konzept.
Das von ihm entwickelte Aufstiegsfortbildungsförderungsgesetz (AFBG) schloss 1996 die Finanzierungslücke für Meisterschüler und schuf als Pendant zum BAföG den Rechtsanspruch für Aufstiegsmöglichkeiten in der beruflichen Bildung, also von Handwerkern und Fachkräften. Das sogenannte „Meister-BAföG“ gilt darüber hinaus als Sicherung der Nachfolge für Handwerksbetriebe.

## Ehrungen
- 1994: Goldenes Ehrenabzeichen der Junioren im Handwerk
- 1998: Verdienstorden der Bundesrepublik Deutschland
- 2004: Bronzene Medaille der Handwerkskammer Düsseldorf
- 2013: Silberne Medaille der Handwerkskammer Düsseldorf
- 2019: Goldenes Ehrenabzeichen der Handwerkskammer Düsseldorf[14]
- 2020: Verdienstplakette der Landeshauptstadt Düsseldorf[15]
- 2021: Verdienstorden des Landes Nordrhein-Westfalen[16]